# Courtepin
Courtepin (hist. Curtepy) – gmina (fr. commune; niem. Gemeinde) w Szwajcarii, w kantonie Fryburg, w okręgu Lac. Położona nad rzeką Sarine. 1 stycznia 2003 do gminy przyłączono gminę Courtaman, a 1 stycznia 2017 gminy Barberêche, Villarepos i Wallenried.

## Demografia
W Courtepin mieszkają 5702 osoby. W 2020 roku 36,5% populacji gminy stanowiły osoby urodzone poza Szwajcarią.

## Transport
Przez teren gminy przebiega droga główna nr 182. 